# 蔣建
蔣建（16世紀—16世紀），南直隸安慶府懷寧縣人，明朝政治人物。

## 生平
蔣建是嘉靖三十四年（1555年）乙卯科應天鄉試舉人，隆慶五年（1571年）授廣昌知縣，萬曆三年（1575年）陞饒州同知，饒州有磁窰，權貴經常索求為民所患，他建議一切禁罷，人們都感激他，立祠祭祀，因兄長蔣延年老請求退休，八十二歲去世。

## 引用
1. 1 2  民國《懷寧縣志·卷十八·仕業》：蔣建，嘉靖乙卯舉人，授江西廣昌知縣，遷饒州府同知，饒有磁窰，權要購求無已，屢為民患，建一切禁罷，饒民德之，立祠祀焉，以兄老乞休，年八十二卒，兄延年九十六。